# 柯羅耶夫人的情人
《柯羅耶夫人的情人》是一部2012年的丹麥歷史劇情片，由比利·奧古斯特導演，布芮琪·約夏森和索倫·席特-拉森主演。原丹麥文片名的意思是「瑪莉·柯羅耶的歌謡」，講述了丹麥女畫家瑪莉·柯羅耶和丹麥畫家索倫·柯羅耶之間暴風驟雨般的關係，他們都屬於19世紀末一個叫斯卡恩畫家的藝術團體。

## 主要角色
- 布芮琪·約夏森（英语：Birgitte Hjort Sørensen） 飾 瑪莉·柯羅耶（英语：Marie Krøyer）
- 索倫·席特-拉森（英语：Søren Sætter-Lassen） 飾 索倫·柯羅耶（英语：Peder Severin Krøyer）
- 思維瑞爾·古德納松（英语：Sverrir Gudnason） 飾 雨果·阿爾芬
- 湯米·肯特（丹麥語：Tommy Kenter） 飾 Lachmann
- 麗娜·瑪莉亞·克里斯唐森（丹麥語：Lene Maria Christensen） 飾 Anna Norrie
- Nanna Buhl Andresen 飾 Henny Brodersen

## 製作
電影改編自安娜絲塔莎·阿諾（Anastassia Arnolds）發表於1999年的小說，是導演自1987年電影《比利小英雄》之後的首部丹麥片，由 SF Studios 的丹麥子公司 SF Film Production 製片，並獲得丹麥電影協會資助，以及來自 Nordisk Film 和 TV-Fond 資助的1,750,000挪威克朗。電影的主要攝製始於2011年8月，在斯卡恩和馬斯特蘭德取景。

## 發行
《柯羅耶夫人的情人》於2012年11月15日在丹麥由 SF Film Distribution 發行。

## 外部連結
- 互联网电影数据库（IMDb）上《柯羅耶夫人的情人》的资料（英文）
- 開眼電影網上《柯羅耶夫人的情人》的資料（繁體中文）
- Yahoo奇摩電影上《柯羅耶夫人的情人》的資料（繁體中文）
- 聯影電影上《柯羅耶夫人的情人 （页面存档备份，存于）》的官方主頁 （繁體中文）